# ۳۴۴ (پیش از میلاد)
۳۴۴ (پیش از میلاد) ۳۴۴مین سال قبل از تقویم میلادی است.